# Mammu, es tevi mīlu
Mammu, es tevi mīlu (traduïble com a "Mare, t'estimo") és una pel·lícula letona del 2013, escrita i dirigida per Jānis Nords. La pel·lícula fou seleccionada com la candidata letona a millor pel·lícula de parla no anglesa dels Premis Oscar 2013, però no fou nominada.

## Repartiment
- Kristofers Konovalovs com a Raimonds
- Vita Vārpiņa com a mare d'en Raimonds
- Matīss Livčāns com a Pēteris
- Indra Briķe com a mare d'en Pēteris

## Premis i guardons
- Gran Premi del Jurat Internacional del programa Generation KPlus al Festival Internacional de Cinema de Berlín de 2013.
- Premi al millor llargmetratge al Festival de Cinema de Los Angeles de 2013.
- Premi a la millor pel·lícula europea al Festival de Cinema infantil i juvenil de Zlin (Txèquia) de 2013.